# BM Ciudad Real
BM Ciudad Real – hiszpański klub piłki ręcznej mężczyzn z siedzibą w Ciudad Real, powstały w 1981, a rozwiązany w 2011 r.
Klub został przeniesiony w 2011 r. do Madrytu ze względu na problemy finansowe i istnieje jako Atlético Madryt.
W drużynie występował reprezentant Polski – Mariusz Jurkiewicz (2010-11).

## Osiągnięcia

### Mistrzostwa Hiszpanii
- (2004, 2007, 2008, 2009, 2010)
- (2003, 2011)

### Puchar Króla
- ,  (2003)
- ,  (2001, 2002, 2004, 2006)

### Superpuchar Hiszpanii
- (2004, 2007, 2010)
- (2003, 2008, 2009)

### Liga Mistrzów
- (2006, 2008, 2009)
- (2005)
- (2010)

### Superpuchar Europy
- ,  (2004)

### Klubowe Mistrzostwa Świata
- (2009, 2010)

### Znani zawodnicy
- Jordi Núñez
- Santiago Urdiales
- Angel Hermida
- Javier Valenzuela
- Xabier Mikel Rekondo
- Talant Dujszebajew
- Julen Aguinagalde
- Alberto Entrerrios
- Mirza Džomba
- Uros Zorman
- Ólafur Stefánsson
- Jonas Kallman
- Mariusz Jurkiewicz
- Luc Abalo